# 国鉄セキ3000形貨車
国鉄セキ3000形貨車（こくてつセキ3000がたかしゃ）は、日本国有鉄道（国鉄）が1951年（昭和26年）から製作した、30t積の石炭車（貨車）である。
本形式から改造された貨車であるセキ6000形、ホキ650形、ホキ1900形（2代）、ホキ2100形についても記述する。

## 概要
基本設計は戦前製のセキ1000形に準じているが、車体の組み立ては溶接が基本となり、台車やブレーキも戦後の標準型が採用された。
車体は全鋼製。荷役方式は側開き式。台車はセキ3000 - セキ3599はTR41A、セキ3600以降はTR41Cである。最高速度は65 km/h。1951年（昭和26年）から1965年（昭和40年）にかけて2,730両（セキ3000 - セキ5729）が汽車製造、新三菱重工業、日立製作所などで製作され、日本のボギー石炭車における最多両数形式となった。
1968年（昭和43年）10月1日国鉄ダイヤ改正以降は速度制限運用車に指定され、側面に最高速度65 km/h以下を示す黄色の帯が入った他、北海道地区で運用される車両は黄色の字で、「道外禁止」の文字が入れられた。記号番号標記は特殊標記符号「ロ」（最高速度65 km/h以下の貨車）を前置し「ロセキ」と標記する。
1969年からは脱線事故防止のためセキ3000形を含むボギー石炭車の積車時の最高速度が55 km/hに制限された。これを解消するため一部のセキ3000形がセキ6000形に改造されている。

## 改造

### セキ6000形への改造

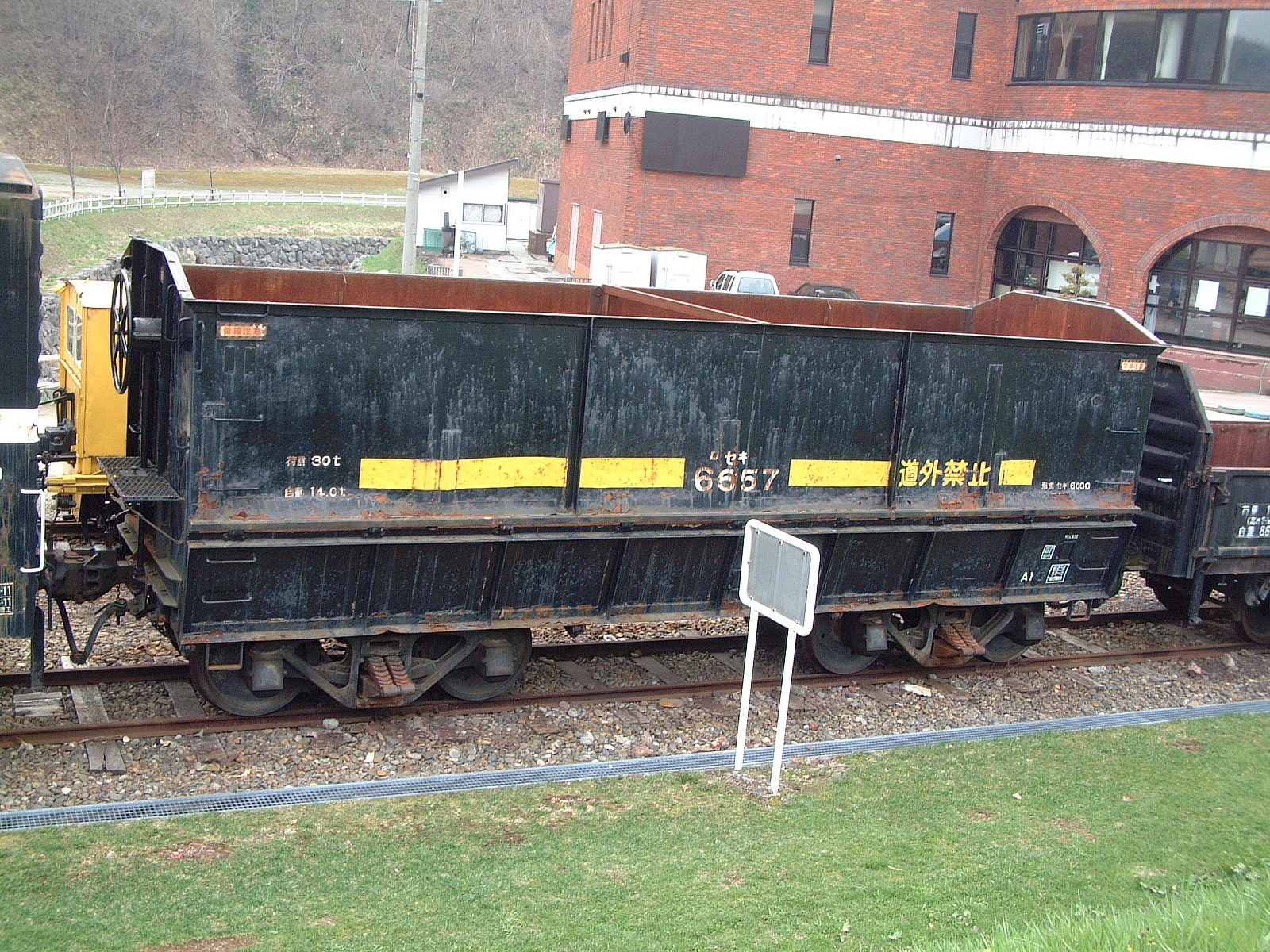
セキ6000形 ^{ロ}セキ6657

1969年以降のボギー石炭車は、積車時の最高速度が55 km/hに制限された。セキ3000形を積車時でも最高速度65 km/hで運用可能とするため、足回りを改造したセキ6000形が1968年に登場した。
改造に際しては、台車の枕ばねを柔らかいものに交換した程度である。これにより、台車形式はTR41Bとなる。1968年（昭和43年）に岡山鉄道管理局所属の65両から開始され、その後は広島鉄道管理局や九州地区の運用車にも及び、北海道でも根室本線において石炭車の脱線事故が多発したことを受けて改造され、1970年（昭和45年）までに1,509両（セキ6000 - セキ7508）が改造された。
1968年（昭和43年）10月1日国鉄ダイヤ改正以降は速度制限運用車に指定され、側面に最高速度65 km/h以下を示す黄色の帯が入った他、北海道地区で運用される車両は黄色の字で、「道外禁止」の文字が入れられた。記号番号標記は特殊標記符号「ロ」（最高速度65 km/h以下の貨車）を前置し「ロセキ」と標記する。

### ホキ650形への改造
生石灰を輸送するために改造した25 t積のホッパ車である。1971年（昭和46年）に9両（ホキ650 - ホキ658）がセキ3000形から改造された。
改造に際してはホキ2800形と共通運用を行うため、車体高さを切り詰めて重心を下げたうえで台車をコイルばね式のTR41Dに改造することで最高速度を75 km/hに引き上げ、ホキ2800形に準じた屋根や積込口を追加した。
1979年（昭和54年）10月より化成品分類番号「94」（有害性物質、禁水指定のもの）が標記された。
美濃赤坂駅に常備され、ホキ2800形と共に西濃鉄道昼飯線昼飯駅 - 新湊線新湊駅あるいは信越本線妙高高原駅などへ運用されていたが、1985年（昭和60年）に形式消滅した。

### ホキ1900形（2代）への改造
青函トンネル建設用セメント専用30 t（後に20 t）積ホッパ車で1972年（昭和47年）に3両（ロホキ1900 - ロホキ1902）が改造された。ホキ1900形（初代）とは別の車両である。
速度制限運用車に指定され、側面に最高速度65 km/h以下を示す黄色の帯が入った他、「道外禁止」の文字が入れられた。記号番号標記は特殊標記符号「ロ」（最高速度65 km/h以下の貨車）を前置し「ロセキ」と標記する。
改造に際しては車体を撤去し、台枠の上にタンク体を載せ、台車をコイルばね式のTR41Dに改造した。ホッパ車に分類されているが、形態としてはタンク車に近い。上磯駅に常備されたが、使用実績は低く、1982年（昭和57年）に形式消滅した。

### ホキ2100形への改造
釜石地区において石灰石と鉄鉱石を輸送するために改造した35 t積のホッパ車である。1963年（昭和38年）から1969年（昭和44年）にかけて41両（ホキ2100 - ホキ2140）が改造された。
改造に際しては荷重増に対応するため、ブレーキを手動切り替えの積空ブレーキに変更したが、運用区間である釜石線は片勾配によるブレーキシューの磨耗が激しかったこともあり、1969年（昭和44年）にブレーキ装置を大幅に改良するとともに制輪子をレジンシュー変更した。台車もブレーキ梁を強化したため、台車形式はTR41C-2となる。
1968年（昭和43年）10月1日国鉄ダイヤ改正以降は速度制限運用車に指定され、側面に最高速度65 km/h以下を示す黄色の帯が入った。記号番号標記は特殊標記符号「ロ」（最高速度65 km/h以下の貨車）を前置し「ロセキ」と標記する。
釜石駅に常備され、上有住駅及び陸中大橋駅との間で運用されていたが、1980年（昭和55年）から廃車が始まり、1985年（昭和60年）に形式消滅した。

### ブレーキハンドル移設
北海道地区と九州地区で運用される車両は、架線電圧20 kVの交流電化区間があり、感電事故防止のため、妻板上部にあるブレーキハンドルを妻面に移設した。

## 運用の変遷
本形式は北海道の他に、中国・九州地区などでも使用された。また、国鉄では運用の効率上、1950年代までは鉱石輸送用ホッパ車の私有を認めなかったため、特定の荷主・区間では石炭車の使用を認めた。このため、本形式は汎用ホッパ車の代用としても使われ、積荷も石炭だけでなく、石灰石、鉄鉱石、硫化鉄鉱、甜菜などの輸送にも使われた。
根室本線ではボギー石炭車で頻発していた脱線事故の対策として1969年以降はセキ6000形への改造車のみの運用に限定され、セキ1000形・セキ3000形の運用が禁止された。
北海道以外での運用区間は北陸本線の青海駅 - 魚津駅間、伯備線・山陽本線の井倉駅 - 飾磨駅・水島駅間、美祢線・宇部線の吉則駅（後の美祢駅） - 宇部港駅間や重安駅 - 小野田港駅間、九州地区の船尾駅 - 黒崎駅・上戸畑信号場間、石原町駅 - 黒崎駅間の例があった。1969年時点では本州・九州のセキ3000形はセキ6000形へ改造された。
国鉄分割民営化に際しては、セキ3000形は日本貨物鉄道（JR貨物）に81両が継承されたが、円高に伴う輸入炭の価格下落による石炭産業の衰退で北海道からは撤退し、1993年（平成5年）までに廃車され、形式消滅した。セキ6000形も536両が承継されて北海道や本州・九州で運用されたが、最後まで運用されていた美祢線美祢駅 - 宇部線宇部港駅間の石灰石輸送もトラック輸送に切り替えられ、1998年（平成10年）までに全廃された。

## 譲渡

### 太平洋石炭販売輸送
1979年（昭和54年）3月12日 6両（ロセキ3309、ロセキ3660、ロセキ3866、ロセキ4101、ロセキ5062、ロセキ5206）が 太平洋石炭販売輸送に譲渡されセキ3001 - セキ3006となった。
1980年（昭和55年）11月28日 5両（ロセキ3108、ロセキ3129、ロセキ3240、ロセキ3478、ロセキ4662）が 太平洋石炭販売輸送に譲渡されセキ3007 - セキ3011となった。

## 保存車
- ロセキ3820 - 北海道芦別市三井芦別鉄道旧入山駅 - 旧中の丘駅間に架かる炭山川橋梁上